# Tricia Guild
Tricia Guild (* 1946) ist eine britische Interior Designerin und die Gründerin der Designers Guild, eines internationalen Einrichtungs- und Lifestyle-Unternehmens mit dem Hauptgeschäftssitz in London.
Tricia Guild ist bekannt für ihre ungewöhnlichen und eklektischen Farb- und Musterkompositionen bei Wohntextilien und Tapeten-Kollektionen. Sie ist Trägerin des Order of the British Empire.

## Leben
Tricia Guild erwarb Abschlüsse am Royal College of Art, der Winchester School of Art und der Loughborough University. Sie gründete 1970 die Designers Guild, während sie nach Wohntextilien Ausschau hielt. Ihre erste Kollektion war geboren, als sie eine Reihe von Textilien mit indischen Motiven neu einfärbte. Sie eröffnete 1972 ihren Laden in der King’s Road, wo sie unter anderem auch Keramiken und Möbelstücke anbot. Ab 1974 arbeitete sie mit Künstlern wie Kaffe Fassett, Lilian Delavoryas, Janice Tchalenko und anderen zusammen, in den 1980ern gewann das Unternehmen, deren Kreativ-Direktor Tricia Guild ist, an Bekanntheit.
Die Kollektionen entwickelten sich von floralen zu abstrakten und von Indien beeinflussten Motiven, bei denen intensive Farben vorherrschen. In den 1990er Jahren konzentrierte sich Tricia Guild darauf, die Designers Guild auch außerhalb Großbritanniens und in Übersee bekannt zu machen. Weitere Vertriebsbüros mit Showroom wurden in Paris, Mailand und München (Designers Guild Einrichtungs GmbH) eröffnet. Neben der Eigenmarke vertreibt Designers Guild an den Fach- und Einzelhandel auch Home Collection-Produkte der Firmen The Royal Collection, Christian Lacroix, William Yeoward sowie Ralph Lauren. Daneben veröffentlichte Tricia Guild zahlreiche Bücher zum Thema Inneneinrichtung. Guild ist verheiratet, hat eine Tochter und wohnt in Notting Hill.

## Firma
Das heutige Angebot in der King#s Road umfasst neben Wohntextilien und Tapeten Möbelstücke, Bettwäsche, Raumdüfte, Accessoires für Badezimmer und Keramiken für die Küche. 1985 betrug der Umsatz 3 Mio. £, 2008 bereits über 43 Mio. £, wobei über 250 Angestellte in den Filialen in London, Paris, München und Mailand arbeiteten. Designers Guild exportiert seine Waren in über 60 verschiedene Länder und gewann den Queen’s Award for Export Achievement in den Jahren 1991 und 1996.

## Erfolge und Auszeichnungen
- 1989	Textile Institute Gold Medal
- 1993	Honorary Fellowship des Royal College of Art in London
- 1993	Honorary Master of Arts Degree von der Winchester School of Art
- 1994	Gewinner des European Community Design Prize
- 1995	‘Excellence de la Maison’ für Bettwäsche, verliehen vom Magazin Marie Claire
- 1996	Home Tex Design Award, USA
- 1999	Honorary Degree of Doctor of Technology, Loughborough University
- 2002	Elle Decoration International Design Award für Best Fabric Design
- 2003	Elle Decoration award für Best wallpaper USA
- 2007	The Homes & Gardens Classic Design Award für ihr Lebenswerk
- 2008	Pricewaterhouse Coopers Profit Track 100 für das am schnellsten wachsende Unternehmen in Großbritannien: Designers Guild landete auf dem 22. Rang
- 2008     Microsoft award für Best Use of Technology
- 2008     Freshest New Website Award

## Veröffentlichungen
- 1982 Soft Furnishings
- 1986 Designing with Flowers
- 1988 Design and Detail
- 1989 Design and Garden
- 1990 Tricia Guild New Soft Furnishing
- 1992 Tricia Guild on Colour
- 1994 Tricia Guild’s Painted Country
- 1996 Tricia Guild in Town
- 1998 Cut Flowers
- 1999 White Hot
- 2002 Think Pink
- 2004 Private View
- 2006 Pattern
- 2008 Flowers